# Lamsvlees en schapenvlees

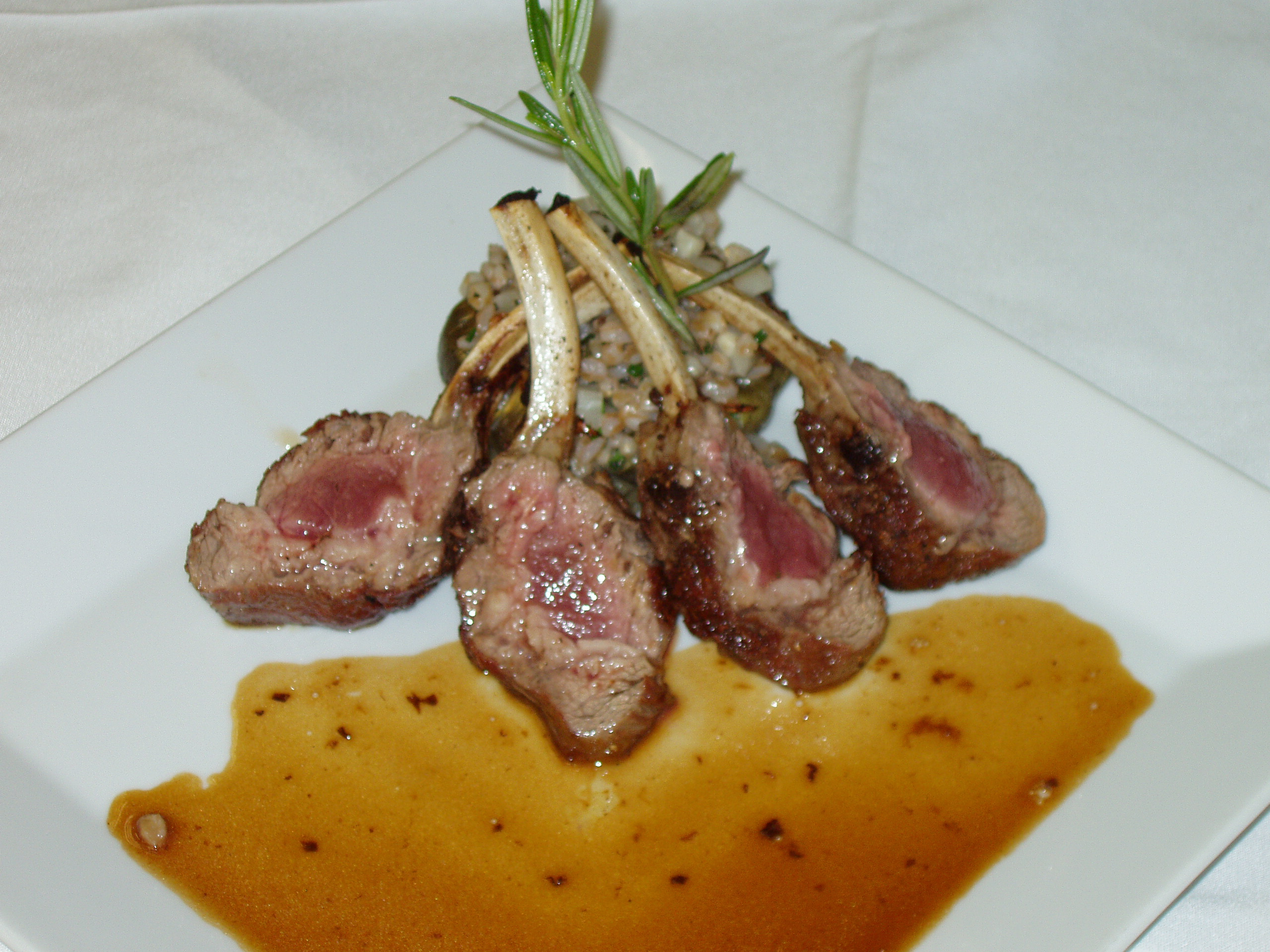
Lamskroon

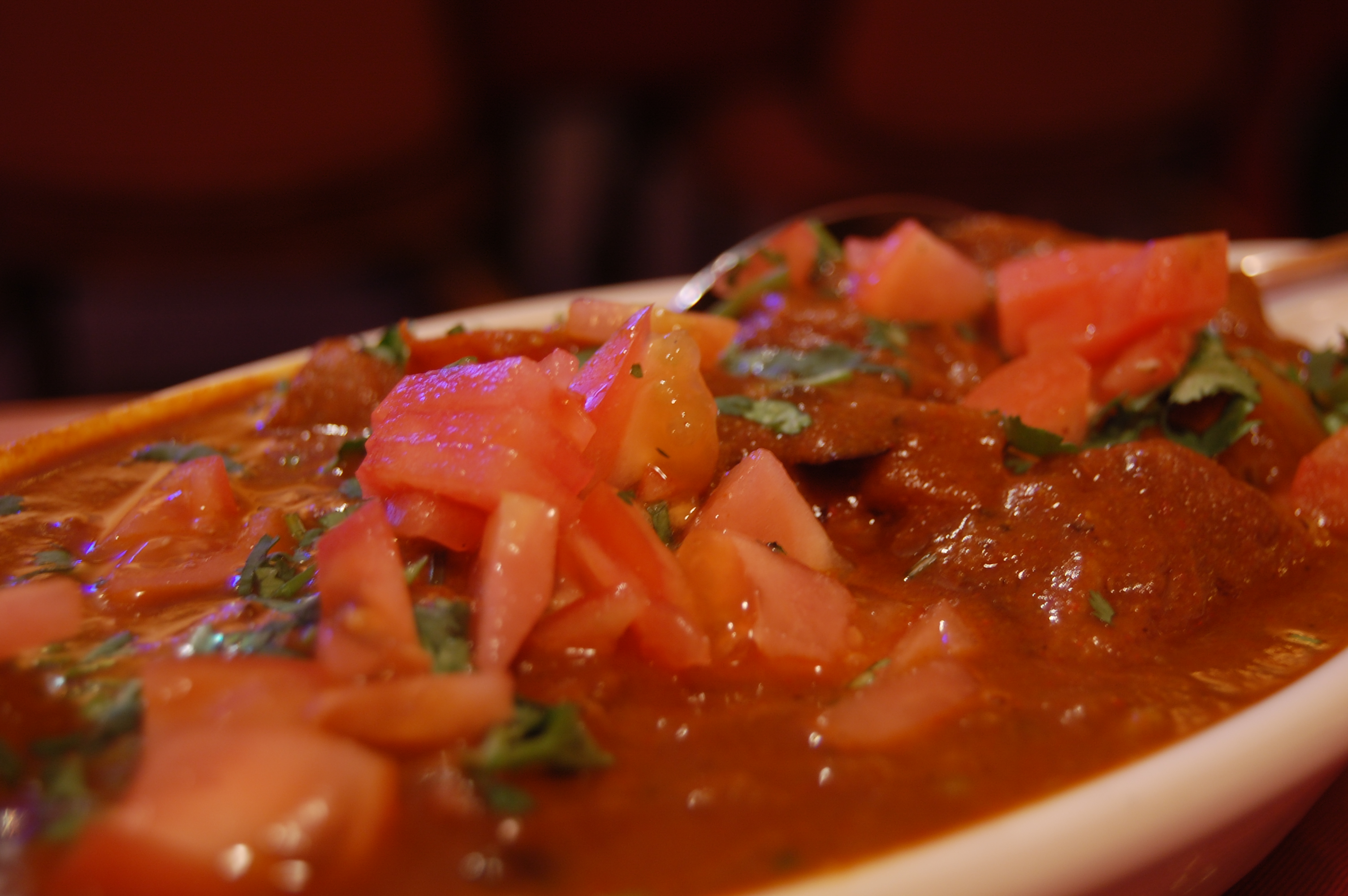
Schapenvleesschotel uit India

Lamsvlees en schapenvlees is vlees van schapen dat wordt gebruikt voor consumptie. Er bestaan verschillende classificaties om te bepalen welk vlees nog als lamsvlees telt, maar doorgaans wordt het vlees van een dier dat minder dan een jaar oud is lamsvlees genoemd. Vlees van een ouder dier heet schapenvlees. Dit is veel vetter en heeft een uitgesproken olieachtige smaak die niet door iedereen wordt gewaardeerd.

## Gebruik
Het houden van schapen als huisdier voor de productie van vlees, wol en melk komt wereldwijd voor en is al eeuwen oud. Vleesschapen leveren ook wol en worden daarom ook wel vleeswolschapen genoemd.
In Noord-Europa komen schapen- en lamsvlees in tal van traditionele gerechten voor, vooral in de keuken van IJsland en het Verenigd Koninkrijk, en dan met name in Schotland en Wales. In Duitsland wordt van oudsher weinig lamsvlees gegeten. In Nederland komt het wel op tafel, maar de meeste daar gehouden dieren worden toch geëxporteerd. Het betreft voornamelijk het Texelse ras en het Suffolkschaap, die ook een goede wolopbrengst geven.
Lamsvlees en schapenvlees zijn zeer populair in de keukens van landen rond de Middellandse Zee, met name die van het Midden-Oosten en Noord-Afrika. Het vlees wordt ook veel gegeten in Australië, Iran, Pakistan, sommige regio's van Centraal-Azië en Zuid-Azië en in bepaalde delen van China. Geroosterd schapenvlees wordt ook wel geconsumeerd in sommige delen van de Verenigde Staten en Canada. Toch wordt vlees van schapen in het algemeen veel minder gegeten in Noord-Amerika dan in de meeste Europese en Aziatische landen.
Lams- of schapenlever wordt in vele landen gegeten en samen met de longen, het hart en de pens van het dier verwerkt in het bekende Schotse gerecht haggis of IJslandse Slátur. In sommige Arabische landen worden schapenogen als een delicatesse beschouwd.

## Classificaties

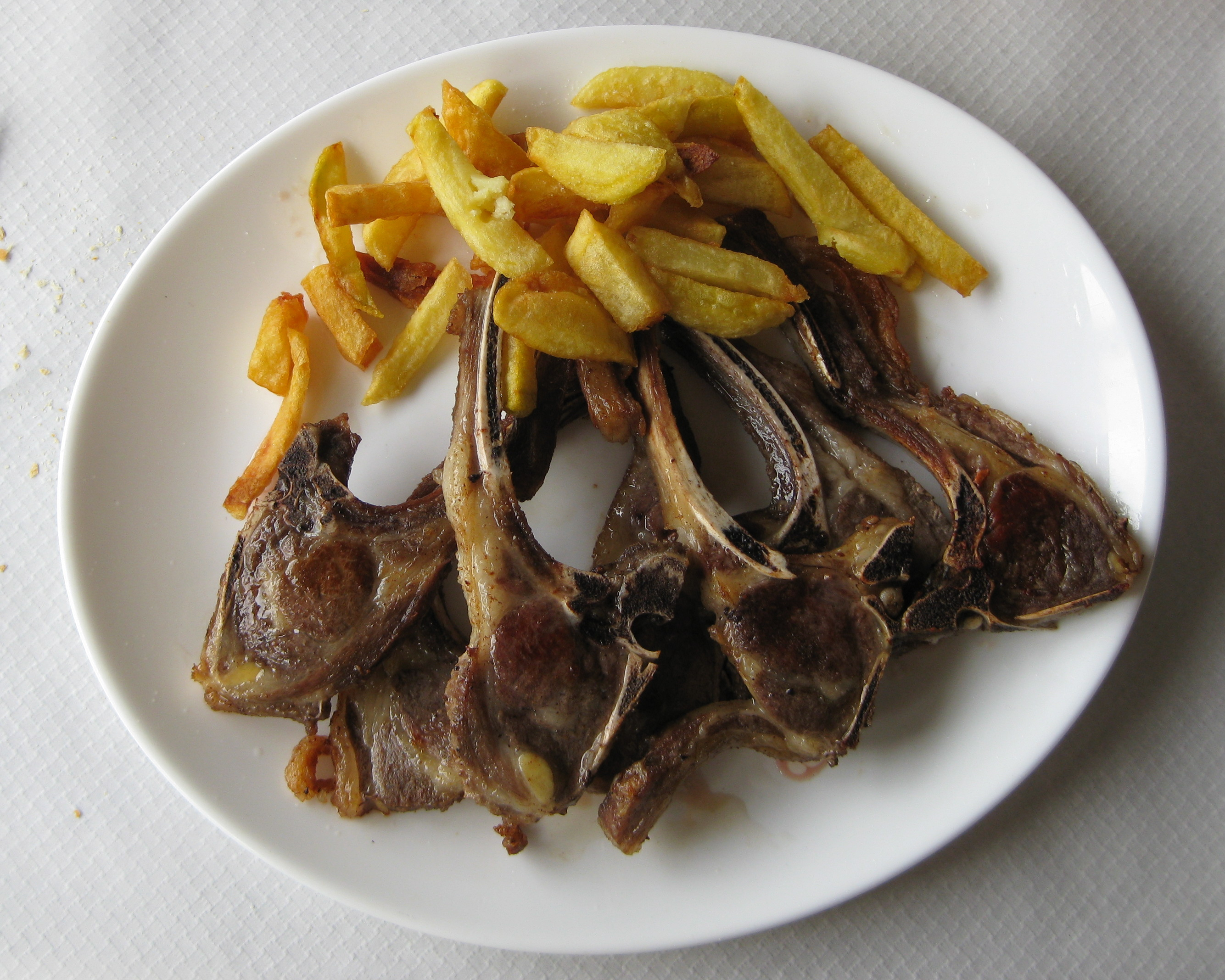
Chuletillas uit Asturië

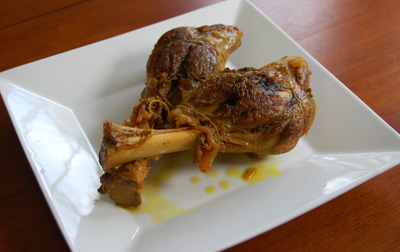
Lamsschenkel

Vanwege het verschil in prijs van de diverse soorten lams- en schapenvlees zijn er classificatiesystemen om aan te geven welke leeftijd het geslachte dier had. De definities voor lamsvlees, eenjarig vlees en schapenvlees kunnen echter per land aanzienlijk verschillen. Onder meer de volgende afbakening wordt gebruikt:
LamEen schaap jonger dan 12 maanden dat geen blijvende snijtanden heeft.
JaarlingEen jonge ram of ooi, niet ouder dan 24 maanden met niet meer dan twee permanente snijtanden.
SchaapEen ooi of hamel (gecastreerde ram) met meer dan twee permanente snijtanden.
Andere soorten lamsvlees
- Zuiglam — een melkgevoed lam. Bij de slager tussen de 20 dagen en 60 dagen oud
- Melklam — niet-gespeend lam, meestal 4 tot 6 weken oud met een gewicht van 5,5 tot 8 kg. Het vlees wordt geacht smakelijker te zijn dan dat van oudere lammeren. Melkgevoede lammeren zijn zeer in trek in onder meer Griekenland, waar ze ter gelegenheid van Pasen aan het spit worden geroosterd
- Lentelam — een melkgevoed lam, meestal drie tot vijf maanden oud, geboren in de late winter of het vroege voorjaar en meestal vóór 1 juli verkocht
- Kwelderlam — vlees van schapen die grazen op kwelders. Wordt vaak met de Engelse (Salt Marsh lamb) of Franse (Agneau de pré-salé) term aangeduid

## Soorten vlees

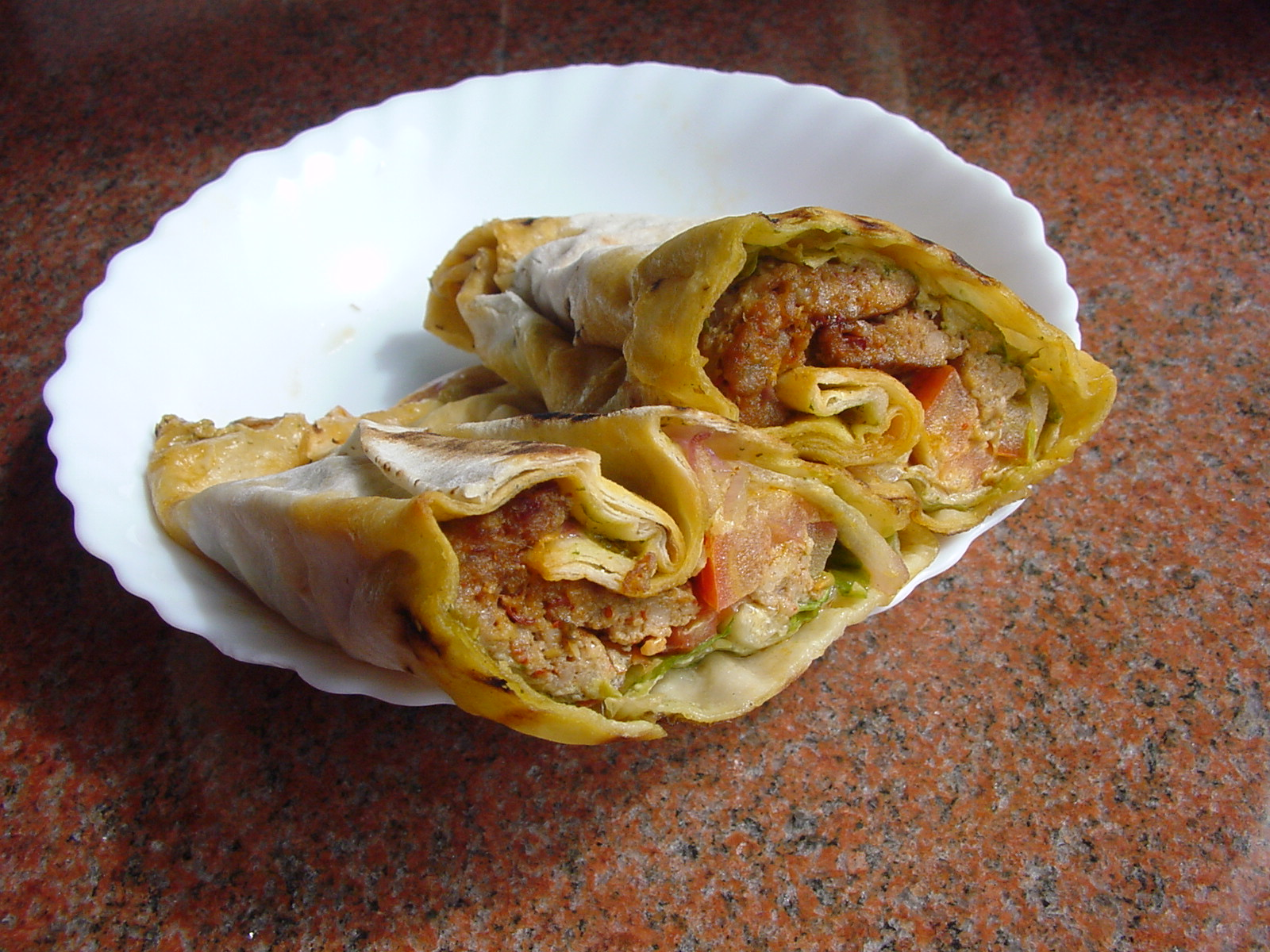
Roti met lamsvlees

Het vlees van een lam is afkomstig van dieren die tussen een maand en een jaar oud zijn, met een gewicht van 5,5 tot 30 kg (na slacht). Dit vlees is in het algemeen malser dan dat van oudere schapen. Vlees van eenjarigen en ouder hebben een sterkere smaak dan dat van een lam, doordat het een hogere concentratie van bepaalde vetzuren bevat. In bepaalde keukens wordt dit zeer gewaardeerd. Schapenvlees is taaier dan lamsvlees, en is daarom meer geschikt voor braden en stoven.
In België en Nederland wordt het vlees meestal als volgt verwerkt
- De nek wordt in schijven gesneden.
- De voor- en achterbout kunnen in zijn geheel worden klaargemaakt of tot schijven en lamslapjes worden verwerkt. Dit vlees wordt ook gebruikt in rollades.
- De poten worden meestal uitgebeend, maar kunnen ook als soepschenkel dienen.
- De rug wordt door de slager verwerkt tot koteletten, zadeltjes en lamsrack.
- De ribben worden uitgebeend.
- Het buikvlees is geschikt voor gehakt, soepvlees en/of shoarma.

Lamskoteletten worden gesneden uit het rib-, lende- en schoudergebied. Rib chops bevatten een ribbeen; de lendenkarbonades bevatten nog een rugwervel. Deze stukken vlees worden vaak gegrild. Lamsborst kan in de oven worden bereid.
Lamsbout omvat het gehele been. Een lendenstuk bestaat uit twee karbonadestrengen met de heup. Bout en lendenstuk worden meestal geroosterd.
De voorbout van schapen bevat meer bindweefsel dan andere delen en is daardoor taaier. Dit vlees kan het beste langzaam worden gesmoord, gestoofd, of langzaam geroosterd. Het wordt vaak verwerkt als gehakt, shoarma of tot blokjes gesneden als soepvlees.

## Voedingswaarde

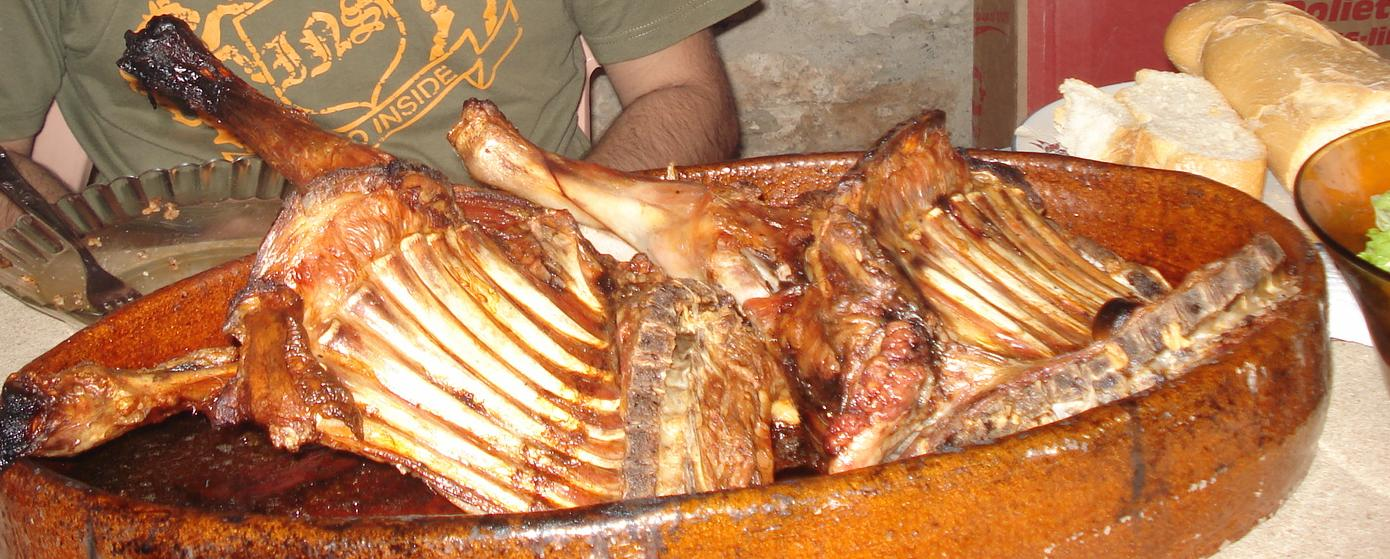
Geroosterd lam

Een portie van 100 gram lamsvlees voorziet bijna in de dagelijkse behoefte aan vitamine B12. Verder bevat het ongeveer:
- 18 g eiwit
- 80 mg natrium
- 1,6 mg ijzer
- 289 mg kalium
- 3 mg calcium

Het vetgehalte kan variëren van 3,4% tot 37%.